# Antun Kovacic
Antun Kovacic (* 10. Juli 1981 in Melbourne) ist ein ehemaliger australischer Fußballspieler.

## Karriere
Der Verteidiger begann im Erwachsenenbereich 1999 bei den Preston Lions in der Victorian Premier League (VPL), bevor er im Sommer 2000 in die National Soccer League zu den Melbourne Knights wechselte. Bis zur Einstellung der Liga zum Ende der Saison 2003/04 absolvierte Kovacic 42 Ligapartien für die Knights und setzte seine Laufbahn anschließend bei den Oakleigh Cannons in der VPL fort.
Anfang 2007 wurde er als Ersatz für den verletzten Daniel Piorkowski für die letzten Spieltage der A-League-Saison 2006/07 von Melbourne Victory verpflichtet und kam zu zwei Einsätzen per Einwechslung während der regulären Saison, beim Gewinn der Meisterschaft in den Play-off-Runden, kam er nicht mehr zum Einsatz. Nach einer weiteren Saison bei Oakleigh wechselte er Anfang 2008 innerhalb der VPL zum Richmond SC, bevor er im Sommer 2008 nach einem erfolgreichen Probetraining beim A-League-Klub Newcastle United Jets einen Zwei-Jahres-Vertrag erhielt.
Bei den Jets spielte er lange Zeit keine Rolle in den Planungen von Trainer Gary van Egmond, nachdem er unter anderem Probleme mit der Intensität und den Anforderungen der Trainingseinheiten hatte. Erst an den letzten drei Spieltagen stand Kovacic in der Startaufstellung, insgesamt kam er zu sechs Saisoneinsätzen. Im März 2009 unterschrieb er nach einem einwöchigen Probetraining einen Ein-Jahres-Vertrag beim koreanischen Klub Ulsan Hyundai Horang-i, nachdem die Jets mit Ljubo Milicevic, Nikolai Topor-Stanley und Angelo Costanzo drei Abwehrspieler zur neuen Saison verpflichtet hatten.